# Arquivos do FBI sobre Michael Jackson
O Federal Bureau of Investigation (FBI) manteve registros sobre o cantor norte-americano Michael Jackson que foram divulgados postumamente sob a Lei de Liberdade de Informação [en] em 22 de dezembro de 2009. Em resposta às ameaças percebidas contra Michael Jackson e às acusações de abuso sexual infantil feitas contra ele, o FBI fez diversas investigações contra Michael Jackson, onde nenhuma das quais levou a acusações.
Entre 1993 e 2005, Michael Jackson foi investigado por agências policiais da Califórnia devido a acusações de abuso infantil; o FBI forneceu assistência técnica e investigativa. Eles também investigaram ameaças feitas por Frank Paul Jones contra Michael Jackson e outras pessoas, que mais tarde foi preso. Essas investigações ocorreram entre 1993 e 2005. O FBI não encontrou nenhuma evidência de conduta criminosa por parte de Michael Jackson.
Os arquivos do FBI são compostos por 600 páginas; 333 páginas foram divulgadas publicamente, divididas em sete partes. Estes arquivos incluem cópias de cartas do público comentando sobre as apresentações de Michael Jackson, recortes de jornais e vários documentos relatando que Michael foi alvo de ameaças e tentativas de extorsão. Os arquivos receberam ampla cobertura da mídia.

## Conteúdo
O FBI começou a monitorar Michael Jackson em 1992, quando investigaram as ameaças de morte feitas contra ele por um homem obcecado pela irmã de Michael, Janet Jackson. Em 1993, após as primeiras acusações de abuso sexual infantil por Michael Jackson, agentes do FBI começaram a investigar o suposto envolvimento de Michael Jackson com crianças pequenas; as investigações do FBI continuaram por quase 10 anos.
Em 2004, o FBI ajudou nas investigações sobre as acusações de abuso infantil contra Michael Jackson. No julgamento de Michael em 2005, a polícia de Santa Maria contatou o FBI por temer que o julgamento pudesse ser um "alvo fácil" de terrorismo. De acordo com os arquivos, o FBI encerrou suas investigações contra Michael Jackson em 2005 e não encontrou nenhuma evidência de conduta criminosa de sua parte. Os arquivos do FBI divulgados sobre Jackson são compostos por sete partes.

### Parte um: FBI monitora artigos de tabloides sobre Michael Jackson
A primeira parte consiste em 10 páginas com principalmente documentos legais e recortes de tabloides. Os recortes alegam que Michael e o DJ britânico Terance George teriam feito sexo por telefone em 1979, quando Michael Jackson tinha 20 anos e George tinha 13. Os arquivos do FBI mostram que foi George quem contatou Michael e que George tentou reacender sua amizade com Michael quando visitou Londres, mas foi rejeitado pela segurança de Jackson.
Em 2003, 10 anos depois de George acusar Michael, ele relembrou sua entrevista de 1979 com ele no documentário de Louis Theroux, Louis, Martin & Michael. Ele disse que a acusação contra Michael foi feita "sem sua autoridade" e partiu de um amigo próximo que "sabia da história". George disse a Theroux que "a maioria" das acusações eram verdadeiras, mas que os jornais as "distorceram" e as sensacionalizaram. Sem nenhuma prova, nenhuma ligação telefônica registrada, nenhuma ação judicial apresentada e nada reportado às autoridades policiais, Legat London e o FBI não tomaram nenhuma ação adicional.

### Parte dois: análise forense dos computadores de Michael Jackson
A segunda parte consiste em 44 páginas sobre a análise forense dos computadores e discos rígidos de Michael Jackson. Durante incursões investigativas nas propriedades de Michael Jackson em 2003, 16 discos rígidos foram confiscados no total. O que o Computer Analysis Response Team (CART) do FBI encontrou nesses discos rígidos estava um relatório dirigido ao xerife Jim Anderson, datado de 5 de abril de 2004. O FBI não encontrou nada incriminador nas unidades e o histórico do computador não continha nenhum registro de acesso ou busca de material ilegal. Em 29 de março de 2004, o CART encaminhou 4 DVDs com problemas de formatação de arquivo à Forensic Audio Video Image Analysis Unit (FAVIAU) e solicitou que os arquivos fossem convertidos para um formato legível. Algum tempo depois da conversão, observou-se que não havia "pistas ou evidências pendentes".

### Parte três: LAPD busca assistência da Lei Mann e investigadores determinam a credibilidade de outras acusações
A parte três consiste em 59 páginas, fornecendo uma linha do tempo inicial para as primeiras acusações de abuso infantil contra Jackson. Em 8 de setembro de 1993, o Los Angeles Police Department (LAPD) pediu ao FBI para ajudar a processar Michael sob a Lei Mann [en], também conhecida como Lei do Tráfico de Escravos Brancos. A lei proíbe o transporte de qualquer pessoa através das fronteiras do estado para fins de atos sexuais ilegais e foi usada pela primeira vez como uma ferramenta de processo político contra o campeão de boxe Jack Johnson. Em 8 de setembro de 1993, o procurador dos Estados Unidos se recusou a processar Michael Jackson por violar a Lei Mann.
As páginas restantes cobrem várias acusações contra Michael Jackson ao longo de 1993, com muitas páginas replicadas da primeira parte dos arquivos. Outras acusações rastreadas em recortes de jornais incluem detetives viajando para as Filipinas para entrevistar um casal que trabalhava para Michael Jackson. As acusações do casal foram rejeitadas por não serem confiáveis devido a uma disputa sobre salários atrasados.
Outras acusações incluem a acusação de que Michael Jackson molestou sexualmente dois meninos mexicanos em 1985 ou 1986. O escritor, cujo nome foi redigido, disse que a acusação estava sendo investigada pelo FBI e alegou que o governo ajudou em um encobrimento da acusação porque Michael Jackson receberia uma homenagem em 1984 do presidente na Casa Branca. Depois de verificar seus arquivos e investigar eles mesmos, o FBI concluiu que não foi encontrada tal referência.

### Parte quatro: análise de vídeo
A quarta parte consiste em nove páginas sobre a análise de uma fita VHS multigeracional de baixa qualidade apreendida pela alfândega dos EUA em West Palm Beach, Flórida, em 1995. A fita estava rotulada como "Os Favoritos de Michael Jackson Em Neverland, Uma Antologia Só para Garotos"; os arquivos não mencionam que Michael Jackson era o dono da fita ou tinha qualquer conexão com ela. A investigação para saber se continha pornografia infantil foi concluída em 24 de janeiro de 1997. Nenhuma acusação foi feita.

### Parte cinco: acusações do período de 2003–2005
A parte cinco consiste em 18 páginas que cobrem uma breve linha do tempo das acusações de 2003–2005 desde uma acusação, à sua detenção, à assistência de investigação do CART e do FBI, até a absolvição do julgamento de Michael. Os documentos revelam que a polícia de Santa Bárbara, onde Michael Jackson foi julgado, contatou o FBI porque temia que ele pudesse se tornar um alvo de ataque terrorista. No julgamento por abuso sexual, o FBI concluiu que havia pouco risco. Eles observaram que um seguidor da Nação do Islã e um membro do Novo Partido dos Panteras Negras compareceram a uma audiência no tribunal. Ambos permaneceram anônimos no arquivo. Michael Jackson foi absolvido de todas as acusações em 13 de junho de 2005.

### Parte seis: ameaças de morte e tentativas de extorsão
A parte seis, a maior, consiste em 199 páginas. Abrange ameaças de morte feitas por Frank Paul Jones contra Michael Jackson e outras pessoas, que cumpriu dois anos de prisão por enviar uma carta que dizia: "Estou indo para Washington, D.C., para ameaçar matar o presidente dos Estados Unidos, George Bush". A carta também ameaça Michael Jackson; Jones escreveu: "Vou tentar matar pessoalmente se ele não me pagar meu dinheiro". Jones foi preso por invasão de propriedade em 22 de junho de 1992, no complexo da família Jackson em Encino, Califórnia.

### Parte sete: autoridades entrevistam o acusador de 1993 para o julgamento de 2005
A parte sete, a mais curta, consiste em cinco páginas. Ela cobre a tentativa dos investigadores de perseguir o acusador de 1993 como um segundo caso para coincidir com o de 2003. Após uma reunião em junho de 2004 entre os advogados distritais assistentes de Santa Bárbara e a Unidade de Análise Comportamental do FBI, concluiu-se que um caso federal ainda poderia ser levado adiante com o acusador de 1993. Uma teleconferência foi realizada em 30 de agosto de 2004, quando foi acordado que a agência do FBI em Santa Maria deveria abrir um caso sobre o acusador de 1993.
Uma reunião foi realizada em Nova Iorque na tentativa de persuadir o acusador de 1993 a testemunhar no julgamento de 2005. O acusador de 1993 informou aos dois agentes na reunião que não iria testemunhar contra Michael e iria "lutar legalmente contra qualquer tentativa de fazê-lo testemunhar". Um documento datado de 9 de dezembro de 2004 indica que o caso foi encerrado, citando "nenhuma pista ou evidência pendente".

## Reação da mídia
A imprensa começou a cobrir o conteúdo dos arquivos do FBI depois que eles foram divulgados em 22 de dezembro de 2009. Os veículo de comunicação incluíam The Guardian, USA Today, Variety, MTV, CNN, Billboard, ABC News, CBC News, BBC, France 24 e Reuters. Brian Oxman, um ex-advogado da família Jackson, disse que os arquivos não continham nenhuma evidência de que Michael cometeu qualquer crime e que foi "uma vindificação". Um ex-investigador do FBI disse que, devido às capacidades limitadas da aplicação da lei local, era comum que o FBI se envolvesse, pois eles tinham bons recursos para ajudar de tais maneiras.
Em 2013, um tabloide londrino, o Sunday People, alegou que "arquivos secretos do FBI" revelaram que Michael Jackson havia pago milhões em suborno para dezenas de meninos que ele havia abusado. Os relatórios foram recebidos com ceticismo. O repórter Drew Griffin, do CNN Special Investigations, disse que "soa como reportagens de tabloides recicladas de 20 anos atrás". Thomas Mesereau, advogado de defesa criminal de Michael Jackson em 2005, disse que essas alegações não estavam nos arquivos do FBI e descartou a reportagem como "um monte de bobagens". Diane Dimond, uma crítica de Michael Jackson, disse: "É óbvio que o jornal pegou essa velha história e tentou fazê-la parecer nova, acrescentando números a ela (...) O problema é que não há evidências que sustentem a afirmação de que Michael Jackson fez tantos pagamentos".
Em 2016, o Radar Online alegou que pornografia infantil foi encontrada durante a invasão policial de 2003 às propriedades de Michael Jackson, embora os arquivos do FBI afirmem que nenhuma evidência foi encontrada. O relatório citou documentação supostamente originária do departamento de polícia que investigou Michael Jackson. Kelly Hoover, porta-voz da polícia, disse que os documentos vieram da internet ou de fontes desconhecidas e que o departamento havia divulgado todos os seus relatórios. O juiz Melville, o juiz do julgamento de Michael Jackson em 2005, assinou um comunicado à imprensa afirmando que nenhuma pornografia infantil ou material ilegal foi encontrado na posse de Michael Jackson ou em suas propriedades.